# شینجینست
شینجینست (به لاتین: Shinejinst) یک منطقهٔ مسکونی در مغولستان است که در استان بایان‌خونگور واقع شده‌است. شینجینست ۱۶٬۵۰۱ کیلومتر مربع مساحت دارد.